# 多伊姆靈山
47°30′7″N 13°31′3″E / 47.50194°N 13.51750°E

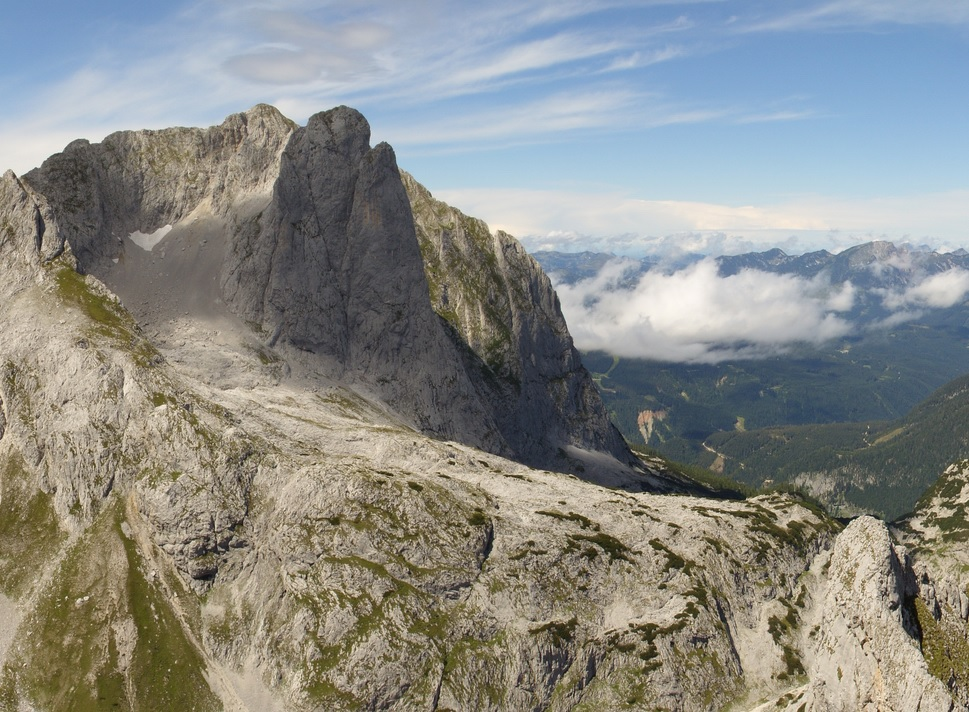

多伊姆靈山（德語：Däumling），是奧地利的山峰，位於該國北部，由上奧地利州負責管轄，屬於达赫施泰因山脉的一部分，處於戈紹境內，海拔高度2,322米。